# Japonia na Letnich Igrzyskach Olimpijskich 1972
Na Letnich Igrzyskach Olimpijskich 1972 reprezentowało Japonię 184 sportowców (148 mężczyzn i 36 kobiet) w 113 dyscyplinach. 